# Betriebshof Lichterfelde

Ehemalige Wagenhalle, 2015

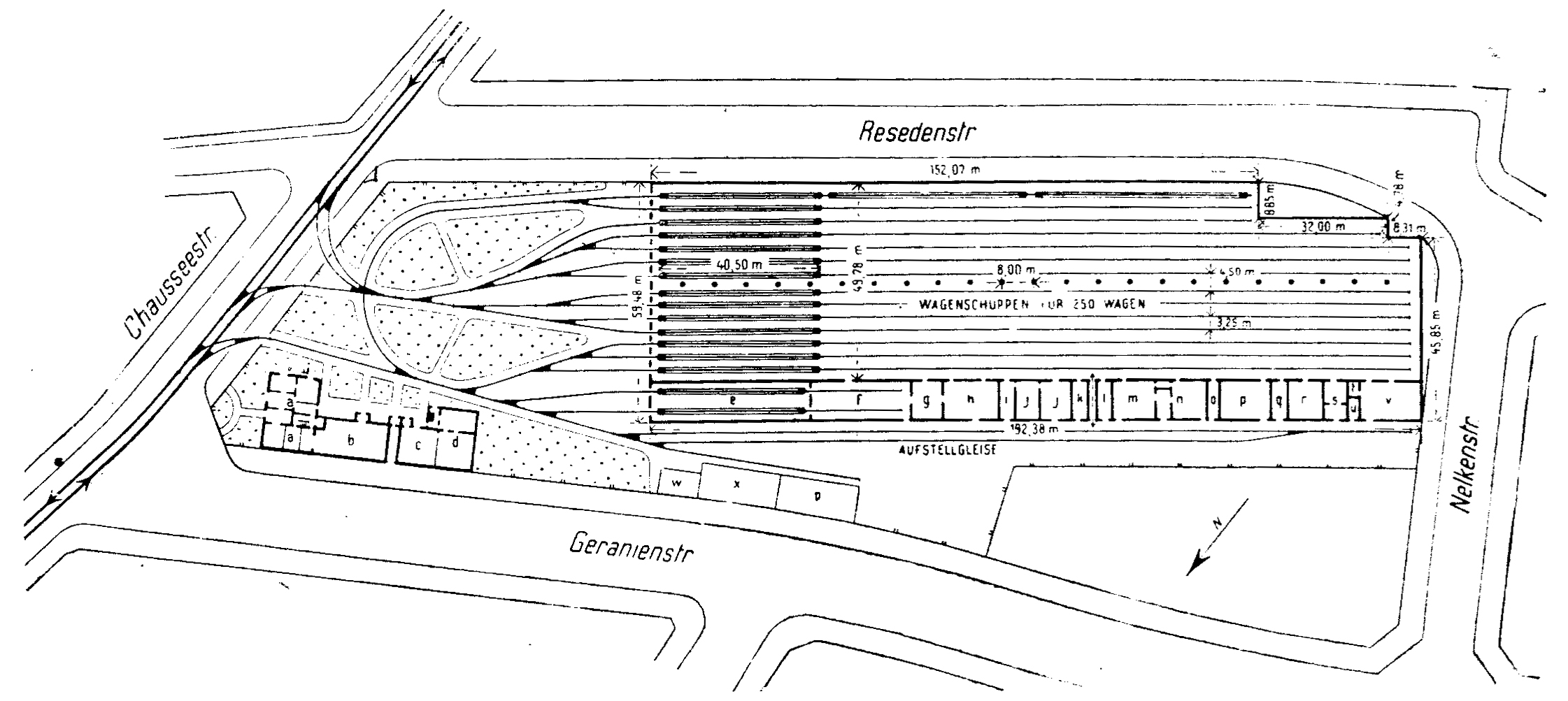
Gleisplan des Betriebshofs, 1918

ATw A469 vor der Wagenhalle, 1961

Der ehemalige, ab dem 1. Oktober 1962 bis zu seiner Schließung 1997 so genannte Omnibus Betriebshof Lichterfelde, 1963 bis 1988 als Betriebshof L abgekürzt, wurde 1913 als Straßenbahnhof der Westlichen Berliner Vorortbahn (WBV) eröffnet und diente bis 1962 dem Berliner Straßenbahnverkehr. Während seiner Anfangsjahre wurde er als Betriebshof Steglitz bezeichnet.
Anschließend folgte ein Umbau für die künftige Beheimatung von Omnibussen. Die Obusse des Steglitzer Betriebszweigs des (West-)Berliner Obusnetzes waren zwischen 1935 und 1965 ebenfalls im Betriebshof beheimatet. 1988 gaben die Berliner Verkehrsbetriebe das Gelände als Betriebshof auf und nutzten die Hallen bis 1997 als Ersatzteillager.
Er wurde während seiner Nutzungsdauer als Betriebshof für Straßenbahnen, Obusse und Omnibusse verwendet.
Das Areal befindet sich an der Hausadresse Hindenburgdamm 68 im Ortsteil Lichterfelde, von 1920 an bis zum Jahr 2000 Bezirk Steglitz, heute Bezirk Steglitz-Zehlendorf von Berlin.
Nach einer Zwischennutzung durch die Feuerwache Steglitz bewirtschaftet seit dem 18. September 2004 die Firma Riller & Schnauck, ein Autohändler, das Gelände für ein großes Verkaufs-, Werkstatt- und Service-Centrum.

## Lage und Aufbau

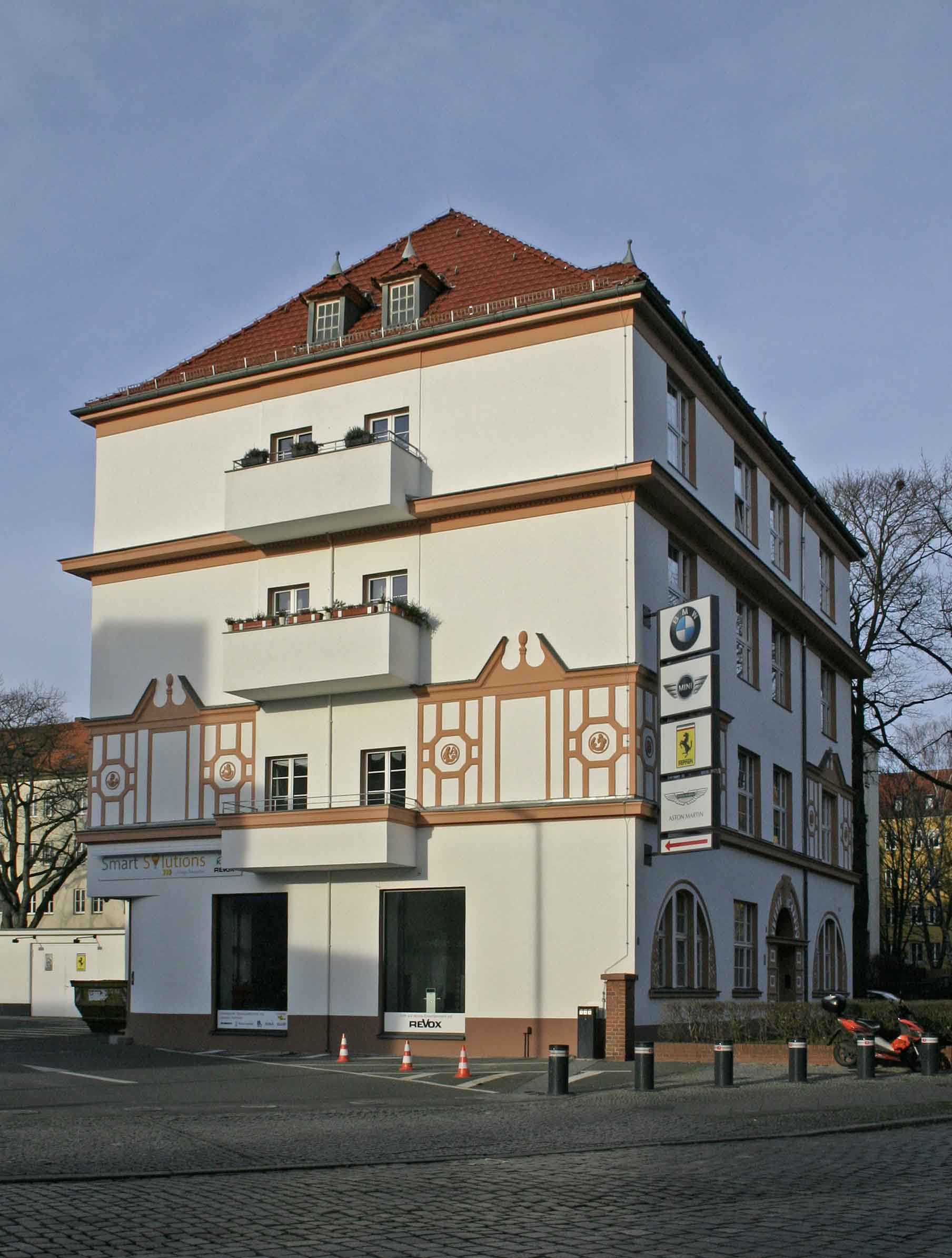
Ehemaliges Verwaltungsgebäude am Hindenburgdamm, 2015

Seitenwand der Wagenhalle in der Resedenstraße, 2015

Der Betriebshof befindet sich am Hindenburgdamm 68 und umfasst ein 24.433 Quadratmeter großes Grundstück, das von Hindenburgdamm, Resedenstraße, Nelkenstraße und Geranienstraße eingefasst wird. Die Wagenhalle nimmt mit einer Grundfläche von 11.746 Quadratmetern etwa die Hälfte des Grundstücks ein. Sie misst 192,38 Meter in der Länge und 59,48 Quadratmeter in der Breite bei einer Höhe von rund sechs Metern. Die Hallen, eine größere Wagenhalle und eine daneben befindliche kleinere Werkstatthalle, sind als Eisenfachwerkbau mit rotem Ziegelwerk ausgefacht. Gedeckt werden die Hallen von einem flach geneigten Satteldach über Eisenfachwerkbindern. Zur Beleuchtung dienen mehrere quer verlaufende Oberlichtraupen. Nördlich zu den Hallen von den 1913 befindet sich eine weitere, 1941/42 errichtete Halle. Sie misst 85,35 × 16,86 Meter und ist aus Mauerwerk errichtet. Das Dachtragwerk besteht aus Holzbindern und wird von einem flachen Satteldach gedeckt. Eine Oberlichtraupe verläuft längs zur Halle.
Zur Resedenstraße hin befanden sich drei Verblendziegelbauten, die als Stein- und Sandlager sowie als Trockenraum dienten. An ihrer Stelle entstand in den Jahren 1977/78 ein neuer Verwaltungsbau. Daran schließt sich ein eingeschossiges Pförtnergebäude mit Flachdach an. Das viergeschossige Verwaltungsgebäude von 1913 steht an der nordöstlichen Ecke. Es ist über einen eingeschossigen Verbindungsbau mit einem zweigeschossigen Wohnhaus verbunden.

## Geschichte
Bereits 1889 eröffnete das Berliner Dampfstraßenbahn-Konsortium auf dem Nachbargrundstück Lichterfelder Chaussee Ecke Schloßstraße einen ersten Betriebshof mit Platz für etwa 50 Wagen auf einer Grundstücksfläche von rund 9000 Quadratmetern. 1898 übernahm die Westliche Berliner Vorortbahn (WBV) die Betriebsmittel und Infrastruktur der Dampfstraßenbahn und elektrifizierte das Netz. Durch die weitere Ausdehnung des Liniennetzes erreichte dieser Hof schnell seine Kapazitätsgrenze. Das neue, mehr als doppelt so große Grundstück, erwarb die WBV von der Terrain-Gesellschaft am Botanischen Garten, die im Ausgleich neben einer finanziellen Entschädigung das alte Grundstück an der Schloßstraße zugesprochen bekam. Durch eine Verlegung der nördlich angrenzenden Geranienstraße konnte die Fläche nochmals vergrößert werden. Der Standort erwies sich als ausgesprochen günstig, da am nahe gelegenen Händelplatz mehrere Linien endeten und somit kurze Zuführungswege gewährleistet waren. Der Entwurf kam von der Technischen Abteilung der Großen Berliner Straßenbahn (GBS) unter Leitung des Oberingenieurs Arthur Busse, als Bauherr trat die WBV auf. Am 21. November 1913 konnte der Hof in Betrieb gehen. Obwohl er der WBV zugeordnet war, erhielt er die Kurzbezeichnung Hof XI nach dem Nummerierungsschema der GBS.
Die Wagenhalle bot Platz für 275 Straßenbahnwagen. Daneben befanden sich die zweigleisige Werkstatthalle und zwei weitere Abstellgleise außerhalb der Halle. In der Werkstatthalle waren weitere Räume für Schlosserei, Lackiererei, Schmiede sowie Unterrichts- und Aufenthaltsräume eingerichtet. Der Hof war von einem großzügigen Gleisfeld geprägt. Dazwischen waren von niedrigen Hecken eingefasste Rasenflächen angebracht.
Nach der Gründung der BVG im Jahr 1929 erhielt der Hof Anfang der 1930er Jahre zunächst die Bezeichnung Lichterfelde, ab Mitte der 1930er Jahre die Bezeichnung Steglitz mit der Kurzform Steg. Für die Betriebsaufnahme der Obuslinie A32 am 7. Juli 1935 wurden zwei Hallengleise stillgelegt und der gewonnene Platz als Abstell- und Werkstattfläche für Obusse umgenutzt. Die Umstellung der Linie A97 auf Obusbetrieb und die Aufnahme des Anhängerbetriebs erforderte ab 1941 den Bau einer separaten Wagenhalle. Diese entstand anstelle der beiden Freiluftgleise und war ab Oktober 1942 nutzbar. Die Halle war als Durchfahrhalle konzipiert mit vier Oberleitungspaaren und Platz für 24 Obusse. Zeitgleich mit dem Bau der neuen Halle wurde von der Rückwand der alten Wagenhalle eine Rampe zur Resedenstraße errichtet, sodass die Wagen die Halle in einer Schleifenfahrt durchfuhren. Nach 1945 ruhte der Obusbetrieb bis 1948, die BVG gab den Anhängerbetrieb drei Jahre später auf.
Die 1953 gefällte Entscheidung, den Straßenbahnbetrieb zugunsten des Ausbaus von U-Bahn und Omnibus aufzugeben, führte am 2. Mai 1962 zur Schließung des Hofs für den Straßenbahnverkehr, der Hindenburgdamm wurde hingegen noch bis 2. Mai 1963 von Straßenbahnen befahren. Nach der Schließung begann die BVG mit dem Umbau zum Omnibusbetriebshof. Die auffälligste Neuerung zeigte sich neben der Herausnahme der Gleise im Bau einer Tankstelle. Der auslaufende Obusbetrieb wurde während des Umbaus aufrechterhalten. Am 1. Oktober 1962 wurde die Anlage als Betriebshof L (für Lichterfelde) in Betrieb genommen. Sie bot zunächst Platz für 90 Omnibusse und 24 Obusse. Etwa 600 Mann versahen zu dieser Zeit auf dem Hof Dienst. Drei Jahre später endete der Obusbetrieb, die Hallen wurden danach ebenfalls von den Dieselbussen genutzt. 1966 entstand an der Zufahrt zum Hindenburgdamm ein eingeschossiges Pförtnergebäude. 1977/78 folgte der Neubau eines Verwaltungsgebäudes anstelle der alten Sand- und Steinlager. Auf dem Hof waren zu dieser Zeit etwa 160 Busse, davon 60 Doppeldecker und 100 Eindecker, beheimatet.
Der Rückgang der Fahrgastzahlen und die gestiegene Bedeutung der S-Bahn veranlassten die BVG zur Schließung des Betriebshofes am 1. Februar 1988. Die zuletzt 143 beheimateten Busse wurden größtenteils auf den Betriebshof Zehlendorf verlegt, ein kleiner Teil kam zum Betriebshof Cicerostraße. Die dort zuvor beheimateten Busse waren jedoch nicht mit passenden Brosebändern für die Lichterfelder Linien ausgerüstet, sodass die umgesetzten Lichterfelder Busse in den ersten Jahren auf ihren angestammten Linien verblieben.
Die Wagenhalle diente nach der Schließung zunächst als Ersatzteillager für die Dieselbusse, später kam die Abteilung zur Reparatur der Fahrkartenautomaten hinzu. 1997 zog sich die BVG vollends vom Gelände zurück und übertrug es der Münchner DIBAG Industriebau durch Erbbaurecht. Diese wollte in den Hallen einen Baumarkt einrichten, was am Widerstand der Steglitzer Bezirksverordnetenversammlung scheiterte. Ab dem Frühjahr 1999 nutzte die Berliner Feuerwehr während der Renovierung der Feuerwache Südendstraße die Hallen für 18 Monate als Ausweichquartier. Seit 2004 nutzt ein Kraftfahrzeughändler für BMW und Mini den Betriebshof als Verkaufsfläche. Der Hof dient als Parkplatz für den Besucherverkehr. Das Verwaltungsgebäude nutzte von 2004 bis 2012 ein Weinfachhandel, seitdem befindet sich hier die Berliner Verkaufsstelle der Automarke Rolls-Royce.